# Stort ugglemott
Stort ugglemott (Gesneria centuriella) är en fjärilsart som beskrevs av Michael Denis och Ignaz Schiffermüller 1775. Enligt Catalogue of Life ingår stort ugglemott i släktet Gesneria och familjen Crambidae, men enligt Dyntaxa är tillhörigheten istället släktet Gesneria och familjen mott. Arten är reproducerande i Sverige. Inga underarter finns listade i Catalogue of Life.